# Rio Almonte
O Rio Almonte é um Rio espanhol da communidade da Espanha que nasce na Sierra de Guadalupe a uma altitude de 1485m e desagua no Rio Tejo 97km desde a sua nascente.

## Afluentes
- Rio Berzocana
- Rio Garciaz
- Rio Tozo
- Rio Tamuja
- Rio Guadiloba